# Liste des épisodes de New York, section criminelle

Cette page présente la liste des épisodes de la série télévisée New York, section criminelle.

## Panorama des saisons
| Saison | Saison | Épisodes | Horaire US                 | Diffusion originale | Diffusion originale | Diffusion Française | Audiences US (En M.) |
| Saison | Saison | Épisodes | Horaire US                 | Début de saison     | Fin de saison       | Diffusion Française | Audiences US (En M.) |
| ------ | ------ | -------- | -------------------------- | ------------------- | ------------------- | ------------------- | -------------------- |
|        | 1      | 22       | Dimanche à 21h             | 30 septembre 2001   | 10 mai 2002         | 2002                | 11.9                 |
|        | 2      | 23       | Dimanche à 21h             | 29 septembre 2002   | 18 mai 2003         | 2003                | 14.3                 |
|        | 3      | 21       | Dimanche à 21h             | 28 septembre 2003   | 23 mai 2004         | 2004                | 12.8                 |
|        | 4      | 23       | Dimanche à 21h             | 26 septembre 2004   | 25 mai 2005         | 2005                | 12.1                 |
|        | 5      | 22       | Dimanche à 21h             | 25 septembre 2005   | 14 mai 2006         | 2006/2007           | 11.0                 |
|        | 6      | 22       | Mardi à 21h                | 19 septembre 2006   | 21 mai 2007         | 2008                | 8.38                 |
|        | 7      | 22       | Jeudi à 22h Dimanche à 21h | 4 octobre 2007      | 24 août 2008        | 2009/2010           | 7.46                 |
|        | 8      | 16       | Dimanche à 21h             | 19 avril 2009       | 9 août 2009         | 2010                | 5.40                 |
|        | 9      | 16       | Mardi à 21h                | 30 mars 2010        | 6 juillet 2010      | 2011                | 3.50                 |
|        | 10     | 8        | Dimanche à 21h             | 1er mai 2011        | 26 juin 2011        | 2012                | 4.43                 |

## Épisodes

### Saison 1 (2001-2002)
1. Tous les moyens sont bons (One)
2. La Toile maudite (Art)
3. La Dernière soirée (Smothered)
4. Requiem pour un assassin (The Faithful)
5. Le Bourreau des corps (Jones)
6. L'Homme de trop (The Extra Man)
7. Disparition sur ordonnance (Poison)
8. Dernier recours (The Pardoner's Tale)
9. Chirurgie expéditive (The Good Doctor)
10. La Mort au bout du couloir (Enemy Within)
11. Le Justicier de l'ombre (The Third Horseman)
12. Passion fatale (Crazy)
13. Le Sens du devoir (The Insider)
14. Garantie familiale (Homo Homini Lupis)
15. Meurtre au tribunal (Semi-Professional)
16. L'Homme qui n'existait pas (Phantom)
17. Plaisirs défendus (Seizure)
18. Un cadavre encombrant (Yesterday)
19. La Malédiction du Livre (Maledictus)
20. L'Insigne de la honte (Badge)
21. Chantage sur Internet (Faith)
22. Faux et usage de faux (Tuxedo Hill)

### Saison 2 (2002-2003)
1. Morts sur commande (Dead)
2. Le Petit génie (Bright Boy)
3. La Chaire est faible (Anti-Thesis)
4. Loi maritale (Best Defense)
5. Meurtre à Chinatown (Chinoiserie)
6. Trafic (Malignant)
7. Passé troublant (Tomorrow)
8. Le Fanatique (The Pilgrim)
9. Au nom de la famille (Shandeh)
10. Meurtres sous influence (Con-Text)
11. Vols réguliers (Baggage)
12. La Mort en héritage (Suite Sorrow)
13. Expériences interdites (See Me)
14. Prime à la mort (Probability)
15. Le Doute (Monster)
16. Mauvaise carte (Cuba Libre)
17. Sans froid ni loi (Cold Comfort)
18. Mauvaise influence (Legion)
19. Un père encombrant (Cherry Red)
20. Mauvaise pioche (Blink)
21. Au nom de la tradition (Graansha)
22. Pulsion animale (Zoonotic)
23. Vengeance à retardement (A Person of Interest)

### Saison 3 (2003-2004)
1. Mauvais plan (Undaunted Mettle)
2. Les Femmes préfèrent les blonds (Gemini)
3. Prédictions à vendre (The Gift)
4. Un tueur assassiné (But Not Forgotten)
5. Plagiat (Pravda)
6. Tout pour elle (Stray)
7. La Mort dans l'âme (A Murderer Among Us)
8. L'Île du péché (Sound Bodies)
9. Secret de famille (Happy Family)
10. Jouer n'est pas tuer (F.P.S.)
11. Panier de crabe (Mad Hops)
12. Gala de malfaiteurs (Unrequited)
13. La Danse de la mort (Pas de Deux)
14. Prescription mortelle (Mis-Labeled)
15. Dangereuse éducation (Shrink-Wrapped)
16. Requiem pour un saint (The Saint)
17. L'Éveil des sens (Conscience)
18. Cheval de bataille (Ill-Bred)
19. Un témoin en moins (Fico Di Capo)
20. Meurtres sur ordonnance (D.A.W.)
21. La Mémoire traquée (Consumed)

### Saison 4 (2004-2005)
1. Meurtre par suicide (Semi-Detached)
2. La Mort vous va si bien (The Posthumous Collection)
3. Poupées vivantes (Want)
4. Les Blessures du passé (Great Barrier)
5. Une rançon suspecte (Eosphoros)
6. Pièces détachées (In the Dark)
7. Perfection maternelle (Magnificat)
8. Gentleman cambrioleur (Silver Lining)
9. Science mortelle (Inert Dwarf)
10. Le Secret de la tour (View from Up Here)
11. Échec et Mat (Gone)
12. Collections très privées (Collective)
13. Enfer carcéral (Stress Position)
14. Carnet fatal (Sex Club)
15. La Mort au menu (Death Roe)
16. Le Bon Samaritain (Ex Stasis)
17. Cauchemars à répétition (Shibboleth)
18. L'Enfant de la famille (The Good Child)
19. La Belle et la Bête (Beast)
20. Suicide : mode d'emploi (No Exit)
21. Tragique comédie (The Unblinking Eye)
22. Mon meilleur ennemi (My Good Name)
23. La Chasse aux juges (False-Hearted Judges)

### Saison 5 (2005-2006)
1. Une seconde chance (Grow)
2. La Déchéance (Diamond Dogs)
3. Victime ou bourreau (Prisoner)
4. Erreur sur la personne (Unchained)
5. Pénitence (Acts of Contrition)
6. Portées disparues (In the Wee Small Hours: Part 1)
7. Le Voile est levé (In the Wee Small Hours: Part 2)
8. Sauver la face (Saving Face)
9. Mélodie macabre (Scared Crazy)
10. L'Enfant chéri (Dollhouse)
11. La Beauté du meurtre (Slither)
12. Aller simple pour l'enfer (Watch)
13. Pour l'honneur de la famille (Proud Flesh)
14. En service commandé (Wasichu)
15. Une vie par erreur (Wrongful Life)
16. Le Rideau tombe (Dramma Giocoso)
17. Chambre libre (Vacancy)
18. Sortilèges (The Healer)
19. Le Flambeur (Cruise to Nowhere)
20. Machine à tuer (To the Bone)
21. Le Feu aux poudres (On Fire)
22. La Honte de la famille (The Good)

### Saison 6 (2006-2007)
1. L'Affaire d'une vie (Blind Spot)
2. Le Grand amour (Tru Love)
3. L'Irresponsable (Siren Call)
4. Le Secret (Maltese Cross)
5. Les Belles-sœurs (Bedfellows)
6. Mort d'une petite icône (Masquerade)
7. Si j'étais chanteur... (Country Crossover)
8. État de guerre (The War at Home)
9. Dans l'oubli (Blasters)
10. Sauvez Willow ! (Weeping Willow)
11. Entre deux mondes (World's Fair)
12. Fin de lignée (Privilege)
13. Le Duel (Albatross)
14. Motus et bouche cousue (Flipped)
15. Leurs Vies secrètes (Brother's Keeper)
16. Derniers jours (30)
17. Les Cartes en main (Players)
18. Le Monde du silence (Silencer)
19. Question de 7e ciel (Rocket Man)
20. Lourd héritage (Bombshell)
21. Fin de partie (Endgame)
22. Double dames (Renewall)

### Saison 7 (2007-2008)
1. Neuf ans après (Amends)
2. La Folie des grandeurs (Seeds)
3. La Racine du mal (Smile)
4. Cœurs solitaires (Lonelyville)
5. Eaux profondes (Dephs)
6. Chacun son rôle (Courtship)
7. La Vie n'est pas un roman... (Self-Made)
8. Jeu truqué (Offence)
9. Isolement (Untethered)
10. Violence aveugle (Senseless)
11. Les Exclus (Purgatory)
12. Scénario macabre (Contract)
13. Le Fin mot de l'histoire (Betrayed)
14. La Sœur prodigue (Assassin)
15. Sur liste d'attente (Please Note We Are No Longer Accepting Letters of Recommendation from Henry Kissinger)
16. Sexe, drogue et rock'n roll (Reunion)
17. Comme par magie (Vanishing Act)
18. Sans prendre de gants (Ten Count)
19. La Cour des grands (Legacy)
20. Pas de quartier... (Neighborhood Watch)
21. Dernière confession (Last Rites)
22. Bouquet final (Frame)

### Saison 8 (2009)
1. Un scandale pour un autre (Playing Dead)
2. On connaît la musique (Rock Star)
3. Crise d'identité (Identity Crisis)
4. Thérapie de groupe (In Treatment)
5. Péché mortel (Faithfully)
6. Trop beau pour être vrai (Astoria Helen)
7. Folie à deux (Folie à Deux)
8. Le Revers de la médaille (The Glory That Was...)
9. Que sa volonté soit faite (Family Values)
10. Ambition dévorante (Salome in Manhattan)
11. Bain de vengeance (Lady's Man)
12. Tout un poème (Passion)
13. Coup de poker (All In)
14. Autopsie d'un meurtre (Major Case)
15. Mourir en beauté (Alpha Dog)
16. Une révolution en marche (Revolution)

### Saison 9 (2010)
1. Raison d'État : Partie 1 (Loyalty: Part 1)
2. Raison d'État : Partie 2 (Loyalty: Part 2)
3. Esprit de clan (Broad Channel)
4. Ballet noir (Delicate)
5. Vieux frères (Gods and Insects)
6. Question de vie ou de mort (Abel and Willing)
7. Tableau de chasse (Love Sick)
8. Le Pacte (Love on Ice)
9. Prête à tout (Traffic)
10. La Marque du tueur (Disciple)
11. La Part de l'ombre (Lost Children of the Blood)
12. Le Digne héritier (True Legacy)
13. Malgré lui (The Mobster Will See You Now)
14. Entre les lignes (Palimpsest)
15. Combat de chiens (Inhumane Society)
16. Trois en un (Three-In-One)

### Saison 10 (2011)
1. De fil en aiguille (Rispetto)
2. Dommages et Intérêts (The Consoler)
3. Luttes armées (Boots on the Ground)
4. L'Amour ne s'achète pas (The Last Street in Manhattan)
5. Mésalliance (Trophy Wine)
6. Le Prix de la perfection (Cadaver)
7. Le Dernier vol d'Icare (Icarus)
8. Coups du destin (To the Boy in the Blue Knit Cap)